# Elizabeth Warren
Elizabeth Warren   (Oklahoma City, 22 de juny de 1949) és política i antiga acadèmica que ocupa el càrrec de senadora sènior dels Estats Units per Massachusetts. Warren havia sigut professora de dret especialitzada en fallides. És progressista, i s'ha centrat en la protecció del consumidor, oportunitats econòmiques i la xarxa de protecció social durant la seva etapa al Senat.
Warren és graduada de la Universitat de Houston i de la Rutgers Law School i ha ensenyat dret a diverses universitats, incloent-hi la Universitat de Houston, la Universitat de Texas a Austin, la Universitat de Pennsilvània i la Universitat Harvard. Fou una de les professores més citades en l'àmbit del dret mercantil abans de començar la seva carrera política. És autora de tres i coautora de sis llibres, tant acadèmics com per al públic general.
La incursió inicial de Warren a les polítiques públiques va començar el 1995 quan va treballar per oposar-se el que acabaria esdevenint una llei de restricció de l'accés a les fallides dels individus el 2005. El seu perfil nacional va créixer durant la darreria dels 2000 després de les seves postures públiques a favor de regulacions bancàries més estrictes després de la crisi financera de 2007-2008. Va ser membre del Panell Congressional de Supervisió del Troubled Asset Relief Program i va ser instrumental en la creació de l'Oficina de Protecció Financera del Consumidor, de la qual va ser la primera assessora especial sota el president Obama.
El novembre de 2012 Warren va guanyar les eleccions al Senat dels Estats Units per Massachusetts, vencent l'aleshores senador republicà Scott Brown, i esdevingué la primera senadora dona per Massachusetts. Va formar part de la Comissió especial sobre l'Envelliment; de la Comissió de Banca, Habitatge i Afers Urbans; i de la Comissió de Sanitat, Educació, Treball i Pensions. Warren va ser reelegida per un marge ampli el 2018, derrotant el candidat republicà Geoff Diehl. El 9 de febrer de 2019, en un acte a Lawrence (Massachusetts), va anunciar la seva candidatura a les eleccions presidencials dels Estats Units de 2020. Va ser considerada per poc temps preferida durant la tardor de 2019 però va perdre suports i es va retirar de la cursa el 5 de març de 2020.

## Biografia
Elizabeth Ann Herring va néixer a Oklahoma City el 22 de juny de 1949, la quarta filla de pares de classe mitjana, Pauline (Reed de soltera, 1912-1995) i Donald Jones Herring (1911-1997). Warren ha dit de la seva família que "es mantenien amb prou feines a la classe mitjana" i "aguantant-se pels pèls". Tenia tres germans grans i va ser criada com a metodista.
Warren va viure a Norman, Oklahoma, fins que va tenir onze anys, quan la seva família va tornar a Oklahoma City. Quan tenia dotze anys, el seu pare, un venedor de Montgomery Ward, va patir un atac de cor, per la qual cosa va rebre moltes factures mèdiques al mateix temps que li retallaven el sou perquè no podia treballar tant com abans. Més tard va treballar com a conserge d'un edifici d'apartaments. Al final van perdre el cotxe perquè no van poder pagar els préstecs. La seva mare va trobar feina a Sears per a ajudar les finances familiars. Quan tenia tretze anys, Warren va començar a servir taules al restaurant de la seva tieta.
Warren va ser l'estrella de l'equip de debat a Northwest Classen High School i va guanyar el campionat de debat d'instituts estatal. També va guanyar una beca de debat de la Universitat George Washington (GWU en anglès) amb setze anys. Al principi volia ser professora, però va abandonar la GWU després de dos anys, el 1968, per casar-se amb Jim Warren, qui havia conegut a l'institut.
Warren i el seu marit es van traslladar a Houston, on ell va trobar feina a IBM. Warren es va matricular a la Universitat de Houston i se'n va graduar el 1970 amb un Bachelor of Science en patologia de la parla i audiologia.
Els Warren es van traslladar a Nova Jersey quan en Jim va rebre un trasllat de feina. Aviat ella es va quedar embarassada i va decidir quedar-se a casa per a cuidar la seva filla, Amelia. Quan Amelia va fer dos anys, Warren es va matricular a Rutgers Law School a la Universitat Rutgers-Newark. Abans de graduar-se el 1976, Warren es va quedar embarassada d'una segona criatura, Alexander. Va rebre el J.D. i va aprovar el Bar (examen d'accés a l'advocacia).
El matrimoni es va divorciar el 1978. Dos anys després Warren es va casar amb Bruce H. Mann, professor de dret, però va mantenir el cognom del seu primer marit. També té nets.
Segons la seva declaració pública de patrimoni entregada el febrer de 2019, Warren i el seu marit tenen una fortuna conjunta d'entre 4 i 11 milions de dòlars.

## Trajectòria anterior a la carrera política

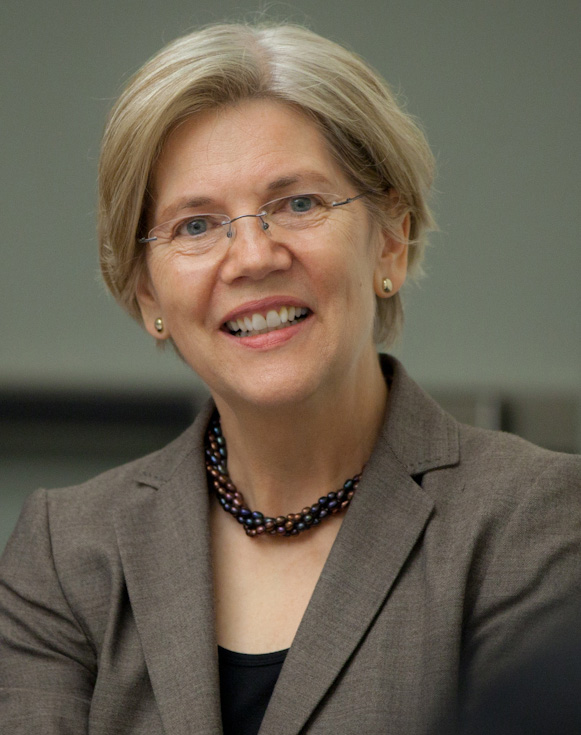
Warren parlant de la seva feina a l'Oficina de Protecció Financera del Consumidor a la conferència de l'ICBA de 2011.

Després de graduar-se en patologies de la parla i audiologia, però abans de matricular-se a la facultat de dret, Warren va ensenyar a nens amb discapacitat durant un any en una escola pública. Va ensenyar amb un "certificat d'emergència" perquè no havia fets els cursos necessaris per un certificat ordinari d'ensenyament.
Durant els seus estudis de dret, Warren va treballar a l'estiu a Cadwalader, Wickersham & Taft. Després de rebre el J.D. i d'aprovar el Bar (examen d'accés a l'advocacia), va decidir treballar des de casa, escrivint testaments i tancant acords immobiliaris.
A les darreries dels 70, 80 i 90 Warren va ensenyar dret a diverses universitats estatunidenques mentre feia recerca en fallides i finances personals de la classe mitjana. A mitjans dels anys 90 es va involucrar en el servei públic en la regulació de fallides i protecció del consumidor.

### Acadèmia
Warren va començar la seva carrera acadèmica donant clases a la Universitat Rutgers, Newark School of Law (1977-1978). Després es va traslladar a la facultat de dret de la Universitat de Houston (1978-1983), d'on va convertir-se en vicedegana el 1980 i va obtenir la permanència el 1981. Va ensenyar a la facultat de dret de la Universitat de Texas com a professora associada visitant el 1981 i hi va tornar com a professora titular al cap de dos anys (estant-hi del 1983 al 1987). També va ser professora visitant a la Universitat de Michigan el 1985 i investigadora associada al Centre de Recerca Poblacional de la Universitat de Texas a Austin del 1983 al 1987. Durant aquest període també va ser professora d'escola dominical.
Els primers treballs acadèmics de Warren van estar fortament influenciats pel moviment d'anàlisi econòmica del dret, que volia aplicar la teoria econòmica neoclàssica a l'estudi del dret amb un èmfasi en l'eficiència econòmica. En un dels seus articles, publicat el 1980 a la Notre Dame Law Review, argumentava que les empreses públiques estaven massa regulades i que s'haurien d'implementar increments en les tarifes automàtiques de les empreses. Però Warren aviat es convertiria en proponent d'investigacions sobre el terreny en com la gent reacciona a les lleis. La seva feina analitzant registres de tribunals i entrevistant jutges, advocats i deutors la van convertir en una estrella emergent del dret de fallides. Segons Warren i els economistes que seguien la seva feina, una de les seves informacions era que l'increment en les fallides no era causada per un increment en el consum però pels intents de les famílies de classe mitjana de comprar cases en districtes amb bones escoles. Warren va treballar en aquest camp juntament amb Teresa A. Sullivan i Jay Westbrook, i el trio va publicar la seva recerca al llibre As We Forgive Our Debtors el 1989. Warren després va recordar haver començat la recerca creient que la majoria de la gent que es declarava en fallida o s'aprofitava del sistema o bé s'endeutava de manera irresponsable, però més endavant va arribar a la conclusió que aquests abusos eren molt pocs i que el marc legal per fer fallida estava mal dissenyat. Va descriure la manera com aquesta recerca li va fer canviar creences fonamental com "pitjor que una desil·lusió" i "com rebre un impacte molt a dins".
Quan va unir-se a la facultat de dret de la Universitat de Pennsilvània com a professora titular el 1987 i el 1990 va convertir-se en catedràtica, professora William A. Schnader de Dret Mercantil. El 1992 va ensenyar durant un any a Harvard Law School com a professora visitant Robert Braucher de Dret Mercantil. El 1995 Warren va deixar la Universitat de Pennsilvània per esdevenir professora Leo Gottlieb de Dret a Harvard Law School. A partir del 2011 va ser l'únic membre del professorat permanent de Harvard que va estudiar en una universitat pública estatunidenca. Warren va ser una professora de dret molt influent. Encara que va publicar en molts camps, la seva especialitat era en fallides i dret mercantil. En aquest camp, només Bob Scott de Colúmbia i Alan Schwartz de Yale eren més citats que Warren.

### Càrrecs d'assessorament
El 1995 el president del Comitè de Revisió de Fallides Nacionals, l'ex-congressista Mike Synar, va demanar-li d'assessorar el comitè. Synar havia sigut adversari de Warren en debats escolars. Va ajudar a escriure l'informe del comitè i va treballar durant anys per oposar-se a legislació que pretenia restringir severament el dret dels consumidors de declarar-se en fallida. Warren i els altres opositors a la legislació no van reeixir; el 2005 el Congrés va aprovar la llei de Prevenció d'Abús de les Fallides i Protecció del Consumidor de 2005, que reduïa la capacitat dels consumidors de declarar-se en fallida.
Del 2006 al 2010 Warren va ser membre de la Comissió Assessora en Inclusió Econòmica de la FDIC. És membre de la Conferència Nacional en Fallides, una organització independent que assessora el Congrés dels EUA en llei de fallides, ex-vicepresidenta de l'American Law Institute i membre de l'Acadèmia Americana de les Arts i les Ciències.
La militància pública i acadèmica de Warren va impulsar la creació de l'Oficina de Protecció Financera del Consumidor el 2011.

### Supervisió del TARP

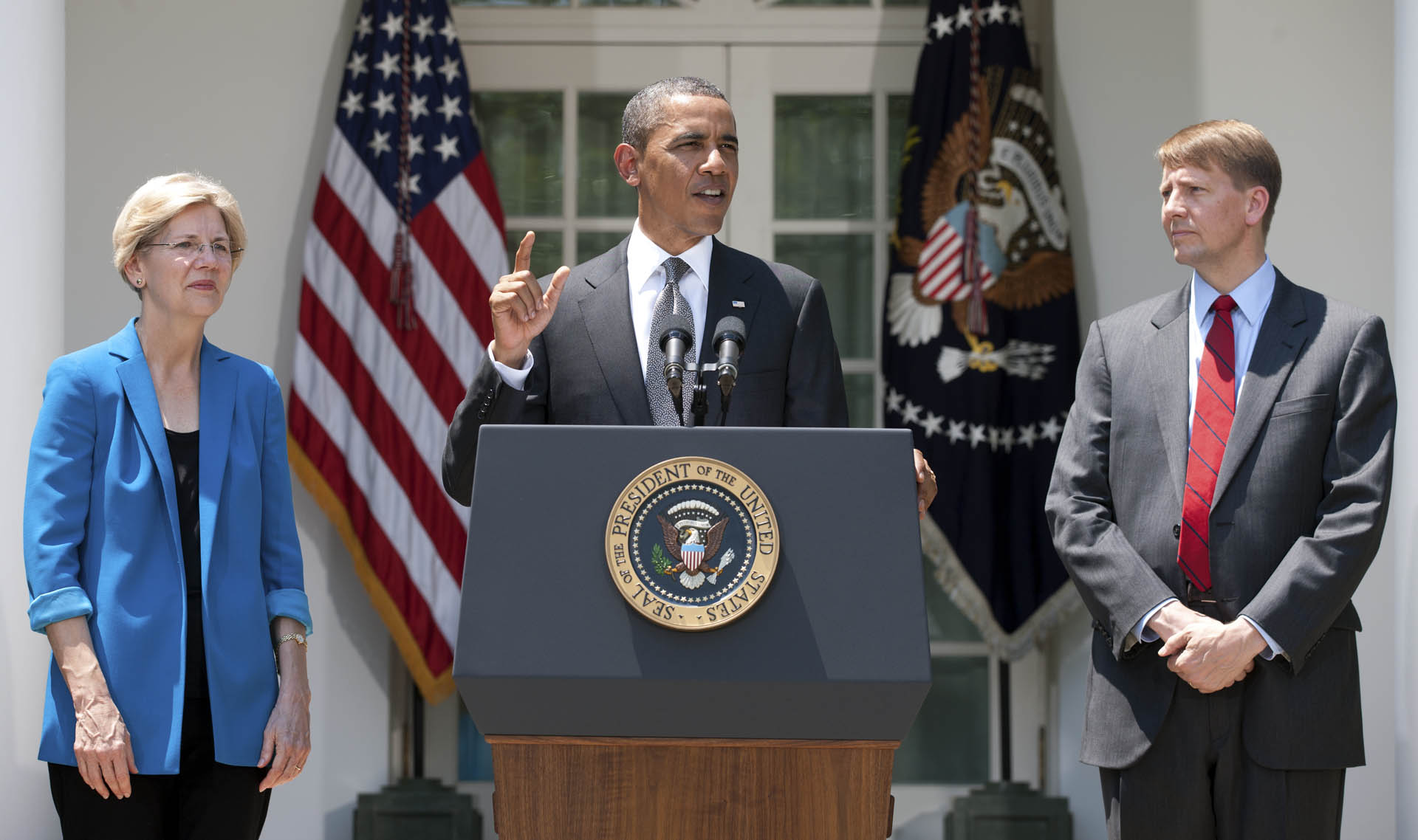
Warren al costat del president Barack Obama mentre aquest anuncia la nominació de Richard Coldray com a primer director del CFPB el juliol de 2011.

El 14 de novembre de 2008, el líder la majoria del Senat, Harry Reid, va nomenar Warren presidenta del Panell de Supervisió Congressional, format per cinc membres, creat per supervisar la implementació de la Llei d'Estabilització Econòmica d'Emergència. El panell publicava informes de supervisió mensuals avaluant el rescat del govern i programes relacionats. Durant el seu mandat, aquests informes van cobrir la mitigació d'execucions immobiliàries, préstecs als consumidors i petits negocis, immobiliària comercial, AIG, tests d'estrès bancari, l'impacte del Troubled Asset Relief Program (TARP) en els mercats financers, garanties governamentals, la indústria automobilística i altres temes.

### Oficina de Protecció Financera del Consumidor
Warren va ser una proponent des de ben al principi de l'Oficina de Protecció Financera del Consumidor (Consumer Financial Protection Bureau, CFPB, en anglès). L'oficina va ser creada per la Llei de Reforma de Wall Street i Protecció del Consumidor Dodd-Frank, signada pel president Obama el juliol de 2010. El setembre de 2010 Obama va nomenar Warren assistent del president i assessora especial del secretari del Tresor en el CFPB per a crear la nova agència. Mentre que grups de liberals blancs i grups de defensa del consumidor volien que Obama nomenés Warren com a directora de l'agència; les institucions financeres i congressistes republicans hi estaven fortament oposats, ja que creien que seria una reguladora massa zelosa. Convençut que Warren no podria guanyar la confirmació al Senat com a primera directora de l'oficina, el gener de 2012 Obama va nomenar el fiscal general d'Ohio Richard Cordray durant un recés del Senat malgrat les objeccions de senadors republicans.

### Afiliació política
Amics i companys de Warren tant de la seva època escolar com dels inicis de la seva carrera acadèmica als anys 1980 l'han descrit com a conservadora que creia en l'economia laissez faire. Gary L. Francione, que havia sigut company de Warren a la Universitat de Pennsilvània, recordava el 2019 que quan la va sentir parlar quan va començar a ser políticament rellevant "gairebé cau de la cadira... Warren definitivament va canviar". Warren va estar registrada com a republicana del 1991 al 1996. Va votar el Partit Republicà diversos anys. Ha dit que "era republicana perquè creia que eren la gent que donava més suport a l'economia de mercat". Però també ha dit que en les sis eleccions presidencials d'abans del 1996 només va votar el candidat republicà una vegada, el 1976, Gerald Ford. Segons Warren, va començar a votar demòcrata el 1995 perquè ja no creia que els republicans fossin el partit del lliure mercat, però ha dit que votava pels dos partits perquè creia que cap dels dos havia de dominar. Segons ella, el Partit Republicà ja no té "els principis conservadors en economia i mercats" i que en canvi està afavorint les grans institucions financeres en detriment de "les famílies de classe mitjana americanes".

## Senat dels Estats Units (2013-actualitat)

### Eleccions

#### 2012

Resultats de les eleccions del Senat de 2012 per municipi.

El 14 de setembre de 2011, Warren va declarar la seva intenció de presentar-se a la nominació demòcrates per les eleccions al Senat de 2012 a Massachusetts. El republicà Scott Brown va guanyar el càrrec en una elecció especial el 2010 després de la mort de Ted Kennedy. Una setmana després, un vídeo de Warren parlant a Andover es va viralitzar a internet. Warren responia a la crítica que demanar als rics de pagar més impostos és "guerra de classes" dient que ningú que s'enriqueix als EUA sense utilitzar insfraestructures pagades per la resta de la societat:
| «                   | (anglès) There is nobody in this country who got rich on his own. Nobody. ... You moved your goods to market on the roads the rest of us paid for; you hired workers the rest of us paid to educate; you were safe in your factory because of police forces and fire forces that the rest of us paid for. You didn't have to worry that marauding bands would come and seize everything at your factory, and hire someone to protect against this, because of the work the rest of us did. Now look, you built a factory and it turned into something terrific, or a great idea. God bless. Keep a big hunk of it. But part of the underlying social contract is, you take a hunk of that and pay forward for the next kid who comes along. | (català) No hi ha ningú en aquest país que s'hagi fet ric per ell mateix. Ningú. ... Vareu moure els vostres béns al mercat en carreteres que vam pagar la resta; vareu contractar treballadors que vam pagar per educar; estàveu segurs a la fàbrica pels cossos policials i de bombers que vam pagar. No us havíeu de preocupar per bandes que anessin i ho requisessin tot a la vostra fàbrica, i contractar algú que us en protegís, ja que la resta ja fèiem aquesta feina. Mireu, vareu construir una fàbrica i la vareu convertir en quelcom fantàstic, o una gran idea. Déu us beneeixi. Guardeu-ne una gran part. Però una part subjacent del contracte social és que n'agafes una part i pagues per endavant pel següents nois que vinguin. | » |
| — Elizabeth Warren, | | |   |

El president Obama se'n va fer ressò en un discurs de la campanya presidencial del 2012.

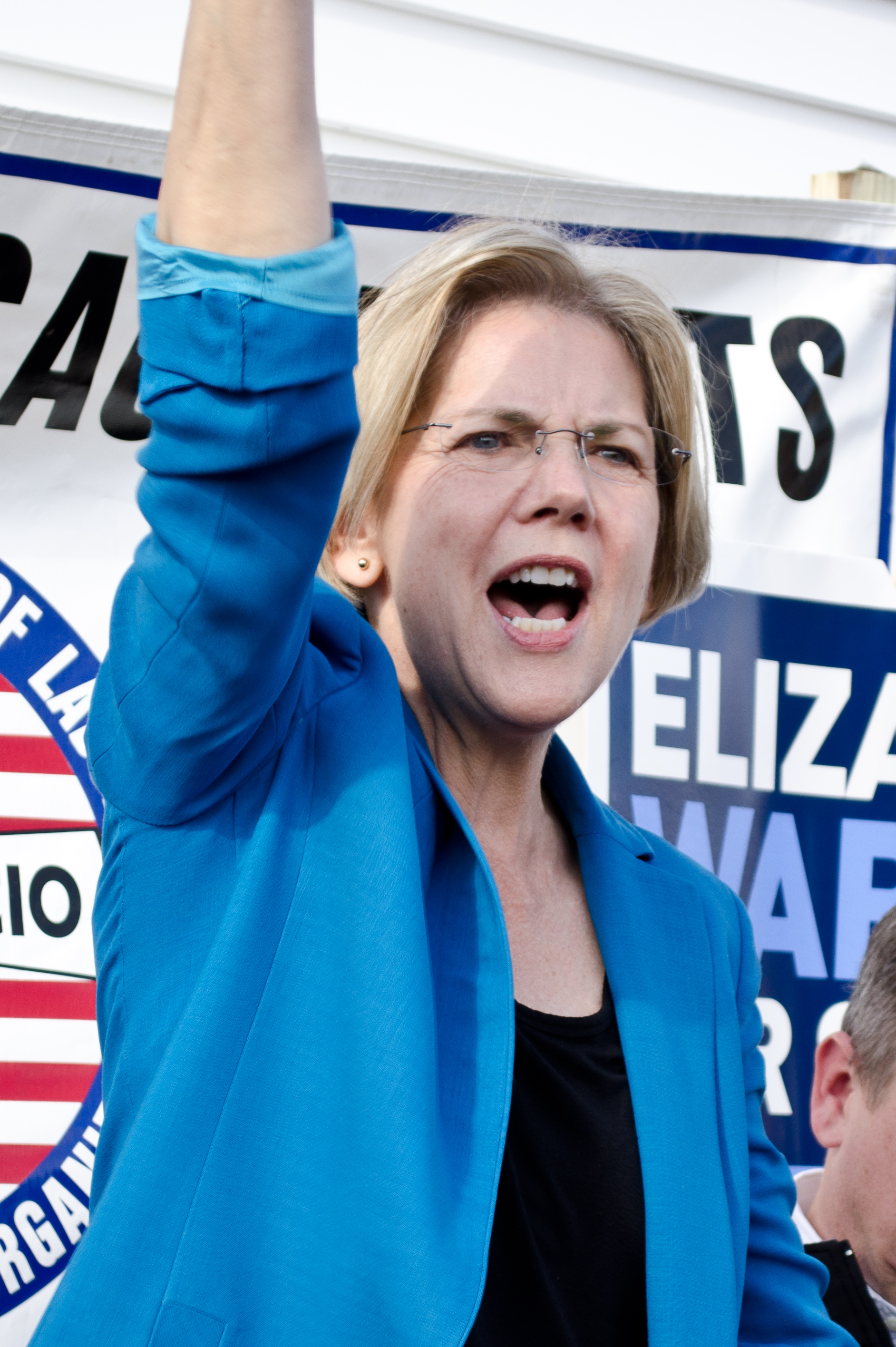
Warren en un acte de campanya el novembre de 2012

Warren no va tenir adversaris a la nominació demòcrata i va guanyar-la el juny de 2012 a la convenció estatal demòcrata amb un rècord del 95,77% dels vots dels delegats. Va trobar una forta oposició dels interessos empresarials. A l'agost, el director polític de la Cambra de Comerç dels Estats Units va declarar que "cap altre candidat del 2012 representa una amenaça major per les empreses lliures que la professora Warren". Tanmateix, va recaptar 39 milions de dòlars per la seva campanya, la major quantitat d'un candidat al Senat de 2012, i va demostrar, segons The New York Times, "que és possible presentar-se contra els grans bancs sense diners de Wall Street i guanyar".
Warren va rebre un torn d'intervenció de prime-time a la Convenció Nacional Demòcrata de 2012 el 5 de setembre de 2012. Va posicionar-se com una defensora de l'assetjada classe mitjana que "ha estat picada, espremuda i martellada". Segons Warren, "La gent sent que el sistema està fet contra ells. I aquí ve la part dolorosa: Tenen raó. Ho està". Warren va dir que els consellers delegats de Wall Street "van fer naufragar la nostra economia i van destrossar milions de llocs de treball" i que "encara caminen tibats pel Congrés, sense cap vergonya, demanant favors i actuant com si els haguéssim de donar les gràcies".

#### 2018
El 6 de gener de 2017, en un correu electrònic als seus seguidors, Warren va anunciar que es presentaria per un segon mandat com a senadora dels EUA per l'estat de Massachusetts. El correu deia "La gent de Massachusetts no em va enviar a Washington a fer la croqueta i el mort mentre Donald Trump i el seu equip de bilionaris, intolerants i banquers de Wall Street esclafen la classe treballadora d'aquest estat i d'aquest país. ... No és temps de rendir-se."
El 6 de novembre de 2018, Warren va derrotar el candidat republicà, Geoff Diehl, 60% a 36%.

### Mandat

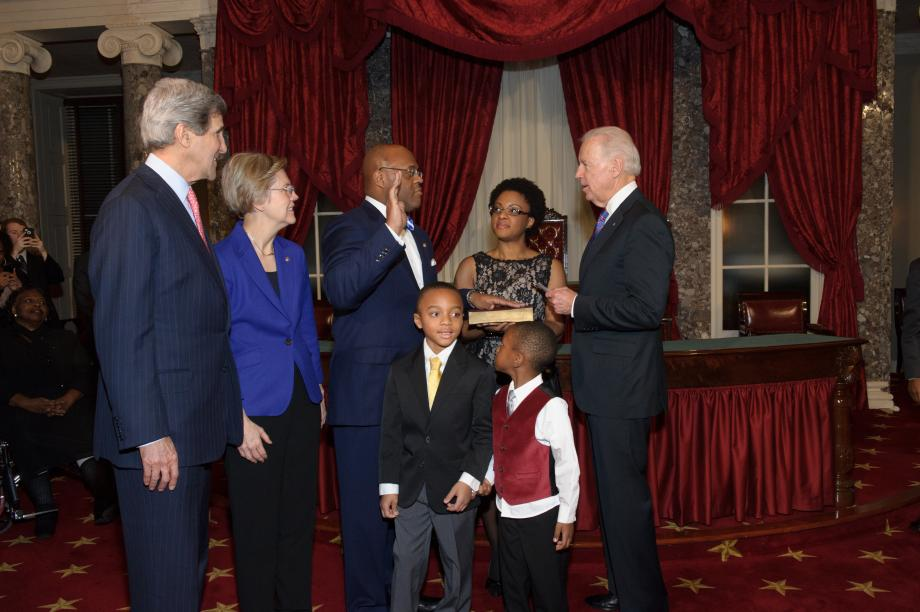
Warren assistint a la presa de possessió del senador Mo Cowan a la Cambra Vella del Senat.

El 6 de novembre de 2012, Warren va derrotar Brown amb un 53,7% dels vots. És la primera dona a ser elegida senadora per Massachusetts, com a part d'un Senat que tenia vint senadores actives, la delegació del Senat amb més dones de la història en aquell moment, després de les eleccions de novembre de 2012. El desembre de 2012, a Warren se li assigna un seient al Comitè Bancari del Senat, que supervisa la implementació de Dodd-Frank i altres regulacions de la indústria bancària. El vicepresident Joe Biden li va fer jurar el càrrec el 3 de gener de 2013.
En la primera audiència del Comitè Bancari de Warren el febrer de 2013, va pressionar diversos regulacions bancaris perquè diguessin quan havia sigut l'últim vegada que havien dut a judici un banc i va dir "estic realment preocupada que "massa gran per fer fallida" s'hagi convertit en "massa gran per ser jutjat". Els vídeos dels qüestionari de Warren van assolir més d'un milió de visites en qüestió de dies. En una audiència del Comitè Bancari el març, Warren va preguntar a oficials del Departament del Tresor per què no hi havia hagut càrrecs penals contra HSBC per les seves pràctiques de blanqueig de diners. Warren va comparar el blanqueig de diners amb la possessió de drogues, dient: "Si t'enxampen amb una unça de cocaïna, hi ha moltes probabilitats que acabis anant a la presó ... Però sembla que, si blanqueges gairebé mil milions de dòlars per càrtels de la droga i violes sancions internacionals, la teva companyia paga una multa i te'n vas a casa i dorms al teu llit".
El maig de 2013, Warren va enviar unes cartes al Departament de Justícia, la Comissió de Valors i Intercanvis i a la Reserva Federal qüestionant les seves decisions que arribar a acords seria més fructífer que anar a judici. També al maig, argumentant que els estudiants hauria de rebre "el mateix gran acord que els bancs", Warren va introduir la llei de justícia de préstecs estudiantils dels bancs, que permetia als estudiants rebre préstecs estudiantils del govern al mateix tipus d'interès que els bancs paguen per manllevar del govern federal, 0,75%. El senador independent Bernie Sanders va donar suport a la proposta de llei, i va dir: "L'única cosa dolenta d'aquesta llei és que [ella] la va pensar i jo no".
Durant el cicle electoral de 2014, Warren era una de les millors recaptadores de fons demòcrates. Després de les eleccions, Warren va ser nomenada per esdevenir la primera assessora estratègica al Comitè de Polítiques i Comunicacions Demòcrates, una posició creada especialment per ella. El nomenament va fer augmentar les especulacions que Warren es presentaria a la presidència el 2016.
Tot dient que "malgrat el progrés que hem fet des del 2008, els grans bancs continuen amenaçant la nostra economia", el juliol de 2015 Warren, amb John McCain (senador republicà per Arizona), Maria Cantwell (senadora demòcrata per Washington) i Angus King (senador independent per Maine) van reintroduir la llei Glass–Steagall del Segle 21, una versió moderna de la Banking Act de 1933. La legislació pretenia reduir el risc del contribuent americà en el sistema financer i reduir la probabilitat de futures crisis financeres.

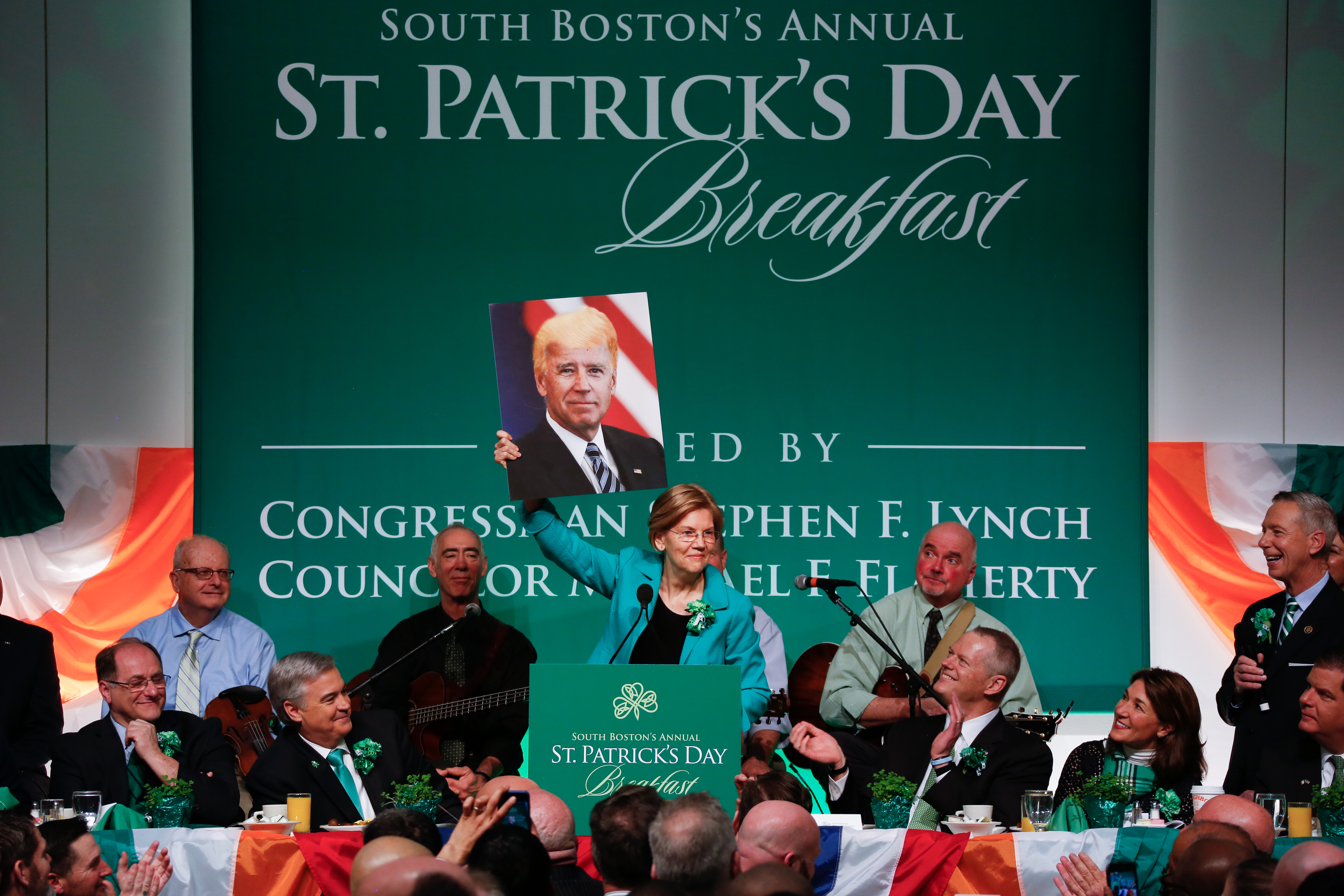
Esmorzar de la diada de Sant Patrici al barri de South Boston de Boston, 17 de març de 2018

En una audiència el 20 de setembre de 2016, Warren va dir-li al conseller delegat de Wells Fargo John Stumpf que hauria de dimitir, i va afegir que hauria de ser "investigat penalment" per l'obertura de dos milions de comptes de dèbit i crèdit bancari sense el consentiment dels consumidors.
El desembre de 2016, Warren va guanyar un seient a la Comissió de les Forces Armades del Senat, que el The Boston Globe va titllar de "lloc d'alt perfil en una de les comissions més poderoses de la cambra" que "augmentarà l'especulació sobre una possible candidatura a la presidència el 2020".
Durant el debat de la nominació del senador Jeff Sessions com a fiscal general dels Estats Units el febrer de 2017, Warren va citar una carta que Coretta Scott King havia escrit al senador Strom Thurmond el 1986 quan Sessions va ser nomenat per una posició de jutge federal. King va escriure: "El Sr. Sessions ha fet servir el poder del seu càrrec per impedir el lliure dret a vots dels ciutadans negres del districte que ara vol servir com a jutge federal. Simplement, això no es pot permetre". Els senadors republicans van votar que llegint la lletra de King, Warren havia volat la dinovena norma del Senat, que prohibeix impugnar el caràcter d'un altre senador. Això va impedir que Warren continués participant en el debat de la nominació de Sessions i Warren va llegir la carta de King en directe per internet. En reprenent Warren, el líder de la majoria del Senat Mitch McConnell va dir al Senat: "Ella va ser advertida. Se li va fer una explicació. Tanmateix, persistí". Aquesta frase va esdevenir un eslògan per Warren i altres.
El 3 d'octubre de 2017, durant l'aparició de l'executiu en cap de Wells Fargo Tim Sloan al Comitè Bancari del Senat, Warren l'instà a dimitir, i li digué "en el millor dels casos, ets un incompetent; en el pitjor, còmplice".
El 17 de juliol de 2019, Warren i el representant Al Lawson va introduir legislació que faria que els estudiants universitaris amb baixos ingressos fossin elegibles pel Programa d'Assistència Nutricional Suplementària (SNAP en les sigles en anglès) segons la llei de la gana de l'estudiant universitari de 2019.

### Papers a les eleccions presidencials de 2016

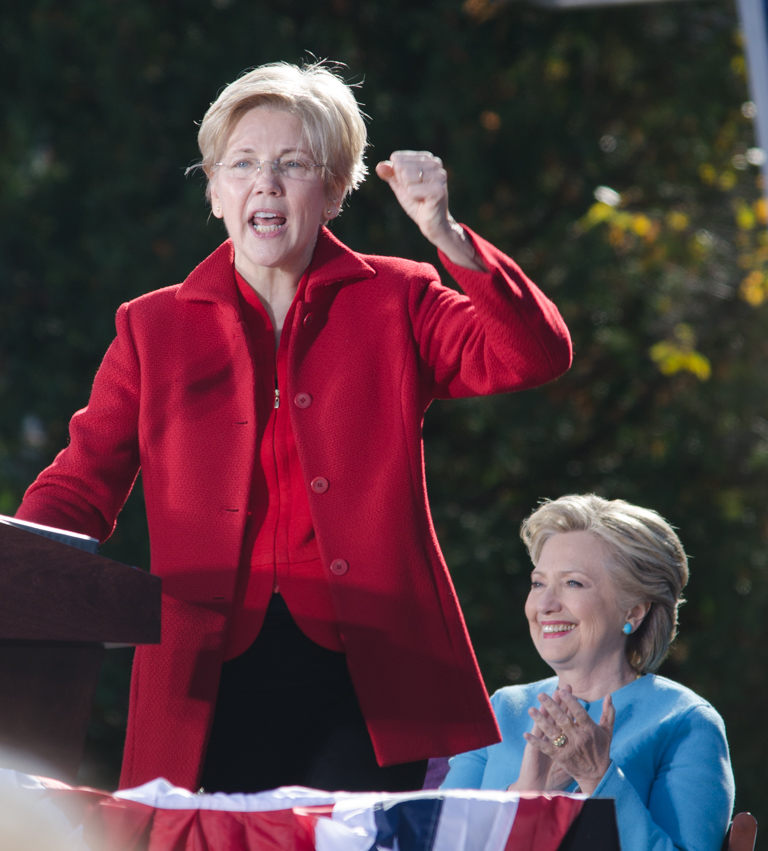
Warren fent campanya per Hillary Clinton a Manchester, Nou Hampshire l'octubre de 2016

Warren va ser vista com una possible candidata a la presidència dels EUA a les eleccions de 2016 però va dir manta vegades que no es presentaria a la presidència el 2016. L'octubre de 2013 va signar juntament amb altres quinze dones del Partit Demòcrata una carta instant Hillary Clinton a presentar-se a la presidència. Hi va haver molta especulació sobre si Warren seria la candidata a vicepresidenta pel Partit Demòcrata. El 9 de juny de 2016, després de les primàries demòcrates a Califòrnia (les últimes), Warren va donar formalment suport a Clinton. En resposta a preguntes quan va donar suport a Clinton, Warren va dir que es creia preparada per ser vicepresidenta, però que no se l'estava avaluant. El 7 de juliol CNN va informar que Warren estava a la llista de cinc persones sent considerades per candidat a la vicepresidència. Clinton va acabar escollint Tim Kaine.
Fins al juny de 2016 Warren s'havia mantingut neutral en les primàries demòcrates però havia fet declaracions animant Bernie Sanders. El juny, Warren va donar suport i fer campanya per Hillary Clinton abans que Sanders donés suport a Clinton. Va dir que Donald Trump, el candidat republicà, era deshonest, despreocupat i "un perdedor".

### Comissions del Congrés
- Comissió de les Forces Armades
  - Subcomissió de les Forces Aèries
  - Subcomissió de Personal
  - Subcomissió de Forces Estratègiques
- Comissió de Banca, Habitatge i Afers Urbans
  - Subcomissió de Política Econòmica
  - Subcomissió d'Institucions Financeres i Protecció del Consumidor (membre destacat)
  - Subcomissió de Valors, Assegurances i Inversions
- Comissió de Sanitat, Educació, Treball i Pensions
  - Subcomissió d'Atenció Primària i Seguretat en la Jubilació
- Comissió especial sobre l'Envelliment

## Campanya presidencial de 2020

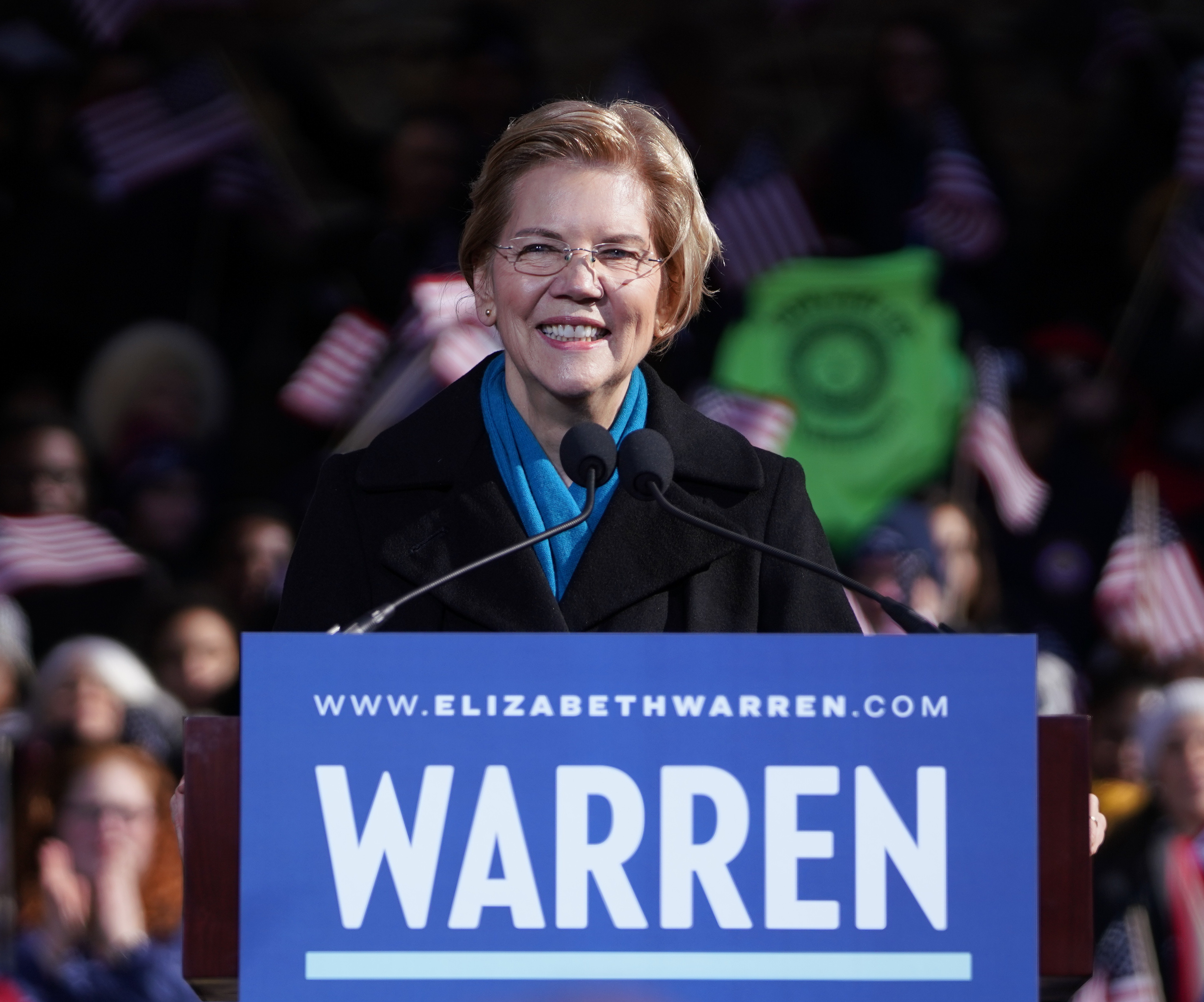
Warren mentre declarava oficialment la seva candidatura el 9 de febrer de 2019 a Lawrence, Massachusetts.

En un town hall a Holyoke, Massachusetts el 29 de setembre de 2018, Warren va dir que "consideraria seriosament" presentar-se a les eleccions presidencials de 2020 després del resultat de les eleccions dels EUA de 2018. El 31 de desembre de 2018, Warren va anunciar que formaria un comitè exploratori per presentar-se a la presidència.
El 9 de febrer de 2019, Warren va anunciar oficialment la seva candidatura en un acte a Lawrence, Massachusetts al lloc on va tenir lloc la vaga del tèxtil de Lawrence de 1912. Va organitzar el primer acte de campanya a Lawrence, una antiga ciutat industrial famosa per aquesta vaga, per indicar que els constituents a què espera apel·lar són les famílies de classe treballadora, membres dels sindicats, dones i nous immigrants. Warren va proposar grans canvis en el govern.
| «                   | (anglès) It won't be enough to just undo the terrible acts of this administration. We can't afford to just tinker around the edges – a tax credit here, a regulation there. Our fight is for big, structural change. This is the fight of our lives. The fight to build an America where dreams are possible, an America that works for everyone. | (català) No n'hi haurà prou amb desfer les terribles accions d'aquesta administració. No ens podem permetre no afrontar els problemes directament - una exoneració d'impostos per aquí, una regulació per allà. La nostra lluita és per grans canvis estructurals. Aquesta és la lluita de les nostres vides. La lluita per construir una Amèrica on els somnis siguin possibles, una Amèrica que funcioni per a tothom. | » |
| — Elizabeth Warren, | | |   |

Crítica del president Trump, al seu primer acte de campanya Warren el va titllar de "símptoma d'un problema més gros [que ha desembocat en] un sistema injust que ajuda els rics i els poderosos mentre perjudica a tota la resta".
Des de l'anunci de la seva candidatura, Warren ha publicat propostes de polítiques incloent plans per ajudar les famílies de granges afrontant els avantatges de què disposen els conglomerats agrícoles, plans per reduir el deute universitari i eliminar les matrícules de les universitats públiques, un pla per augmentar els impostos a les grans corporacions i regular millor les grans companyies tecnològiques, i un pla per lluitar contra l'addició als opiacis. Ha introduït un pla de patriotisme econòmic, que pretén crear oportunitats pels treballadors estatunidencs, i propostes dirigides a Donald Trump, incloent-ne una que permetria imputar un president en el càrrec.
A principis de juny, Warren estava en segon lloc en algunes enquestes, darrere de Joe Biden. A partir de la tardor de 2019, però, va perdre la segona posició en detriment de Bernie Sanders. El 5 de març de 2020 es va retirar de la cursa presidencial i, posteriorment, va donar suport a Joe Biden.

## Postures polítiques

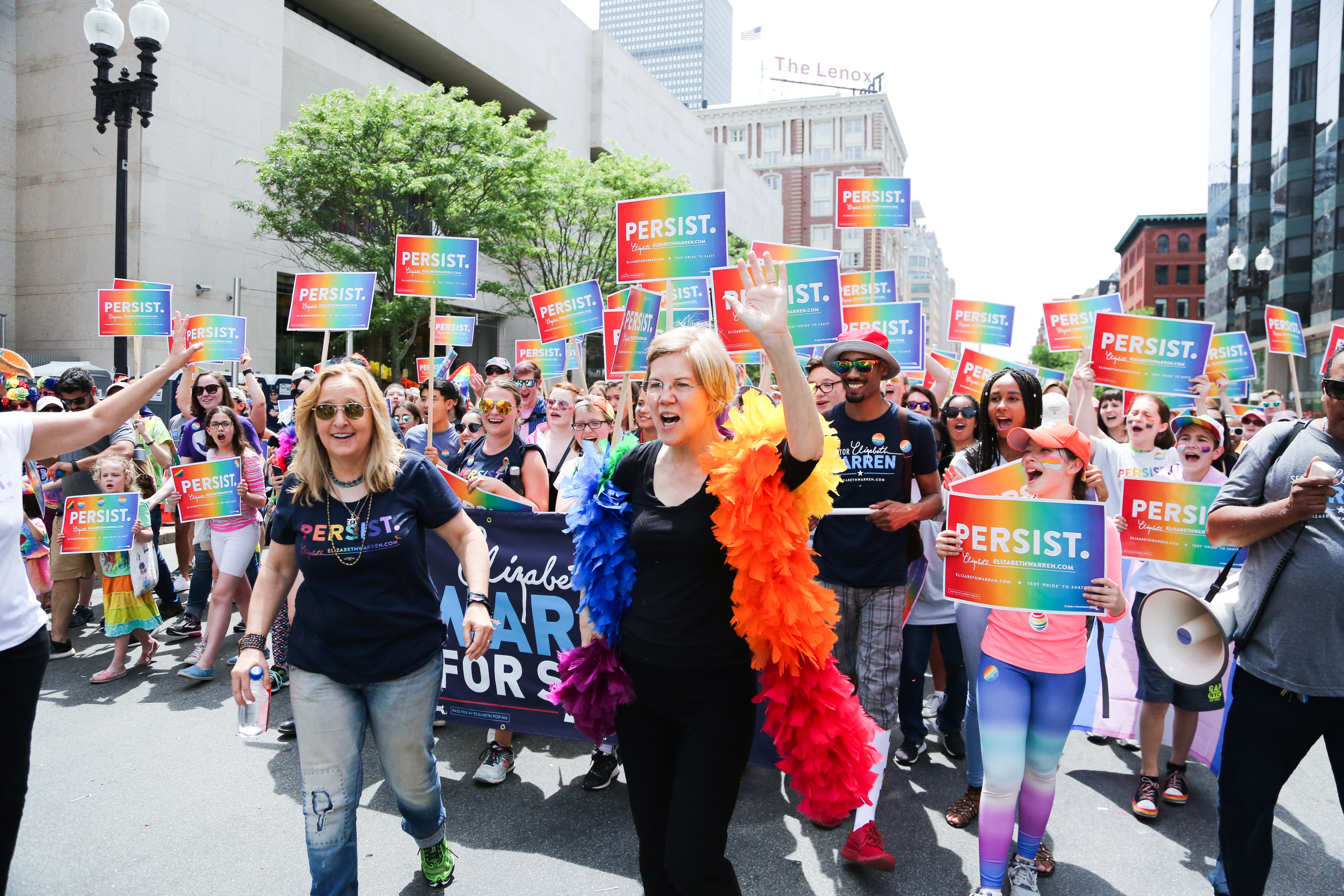
Warren a la desfilada Pride de Boston de 2018

Segons la revista britànica New Statesman, Warren està llistada entre "els 20 progressistes dels EUA més importants".
Warren ha sigut molt crítica amb l'administració Trump. Ha expressat preocupació pels conflictes d'interessos de Trump. La llei Conflictes d'Interessos Presidencials, escrita per Warren, es va llegir per primera vegada al Senat el gener de 2017. El novembre de 2018 Warren va dir que no votaria per l'acord Estats Units-Mèxic-Canadà: "No aturarà la subcontractació, no apujarà els salaris i no crearà llocs de treball. És NAFTA 2.0". També creu que l'acord faria més difícil reduir el preu dels medicaments perquè permetria a les farmacèutiques de fixar el preu de molts medicaments. Warren també ha sigut molt crítica amb les polítiques immigratòries de Trump. El 2018 va fer una crida a abolir el Servei d'Immigració i Control de Duanes dels Estats Units. Warren ha criticat la participació dels EUA a la intervenció de l'Aràbia Saudita al Iemen en suport del govern iemenita contra els houthis. El gener del 2019 Warren va criticar la decisió de Trump de retirar les tropes dels EUA de Síria i de l'Afganistan. Està d'acord que les tropes s'haurien de retirar de Síria i de l'Afganistan però amb un pla "coordinat" format per aliats estatunidencs. L'abril de 2019, després de llegir l'informe Mueller, Warren va fer una crida a la Cambra de Representants per començar el procés d'una moció de censura contra Trump, i va dir que "l'informe Mueller exposa fets que mostren que un govern estranger hostil va atacar les nostres eleccions de 2016 per a ajudar Donald Trump i Donald Trump ho va rebre amb els braços oberts. Una vegada elegit, Donald Trump va obstruir la investigació de l'atac".

## Historial electoral
| Partit      | Partit      | Candidat         | Vots  | %     |
| ----------- | ----------- | ---------------- | ----- | ----- |
|             | Demòcrata   | Elizabeth Warren | 3.352 | 95,77 |
|             | Demòcrata   | Marisa DeFranco  | 148   | 4,23  |
| Vots totals | Vots totals | Vots totals      | 3.500 | 100   |

| Partit      | Partit      | Candidat         | Vots    | %     |
| ----------- | ----------- | ---------------- | ------- | ----- |
|             | Demòcrata   | Elizabeth Warren | 308.979 | 97,59 |
|             | Demòcrata   | Altres           | 7.638   | 2,41  |
| Vots totals | Vots totals | Vots totals      | 316.617 | 100   |

| Partit      | Partit                                | Candidat              | Vots      | %      | ±      |
| ----------- | ------------------------------------- | --------------------- | --------- | ------ | ------ |
|             | Demòcrata                             | Elizabeth Warren      | 1.696.346 | 53,74% | +6,67% |
|             | Republicà                             | Scott Brown (titular) | 1.458.048 | 46,19% | -5,64% |
|             |                                       | Altres                | 2.159     | 0,07%  | +0,02% |
| Vots totals | Vots totals                           | Vots totals           | 3.156.553 | 100,0% |        |
|             | Guany dels demòcrates als republicans |                       |           |        |        |

| Partit      | Partit      | Candidat                   | Vots    | %      |
| ----------- | ----------- | -------------------------- | ------- | ------ |
|             | Demòcrata   | Elizabeth Warren (titular) | 590.835 | 98,08% |
|             | Altres      | Altres                     | 11.558  | 1,92%  |
| Vots totals | Vots totals | Vots totals                | 602.393 | 100%   |

| Partit      | Partit                     | Candidat                   | Vots      | %      | ±       |
| ----------- | -------------------------- | -------------------------- | --------- | ------ | ------- |
|             | Demòcrata                  | Elizabeth Warren (titular) | 1.633.371 | 60,34% | +6,60%  |
|             | Republicà                  | Geoff Diehl                | 979.210   | 36,17% | -10,02% |
|             | Independent                | Shiva Ayyadurai            | 91.710    | 3,39%  |         |
|             | Altres                     | Altres                     | 2.799     | 0,10%  |         |
| Vots totals | Vots totals                | Vots totals                | 2.707.090 | 100%   |         |
|             | Mantinguda pels demòcrates |                            |           |        |         |

## Imatge pública

### Ascendència
Segons Warren, quan era petita els més grans de la família li deien que tenir ascendència ameríndia i que "ser ameríndia ha sigut part de la meva història, suposo que des del dia que vaig néixer". Warren també va identificar la seva raça a l'examen d'accés a l'advocacia de Texas de 1986 com a "ameríndia", per la qual cosa ha demanat perdó.
En la seva primera carrera al Senat, el seu adversari, Scott Brown, va especular que s'havia inventat una ascendència ameríndia per trobar avantatges en el mercat de treball i va emetre anuncis fent servir l'ascendència de Warren. Força companys i caps (incloent de Harvard) han dit que la seva classificació racial no van influir en la seva contractació. Una investigació del The Boston Globe del 2018 va trobar "proves clares, en documents i entrevistes, que la reivindicació d'ascendència ameríndia mai va ser considerada pel professorat de Harvard Law, que va votar rotundament a favor de contractar-la, o pels que la varen contractar en les seves quatre posicions prèvies en altres facultats de dret". PolitiFact va remarcar que "abans que aquesta controvèrsia sorgís el 2021, no hi ha cap registre que Warren hagués parlat públicament de tenir arrels ameríndies, encara que es va referir a ella mateixa com a cherokee en un llibre de cuina local d'Oklahome el 1984".
Després que el president Donald Trump oferís pagar 1 milió de dòlars a l'organització caritativa que ella volgués si podia demostrar la seva ascendència ameríndia a través d'un test d'ADN, Warren va publicar els resultats d'un test d'ADN el 2018, i va demanar a Trump de donar els diners al National Indigenous Women's Resource Center però Trump negà haver-ho dit malgrat l'evidència en vídeo. El test d'ADN de Warren va concloure que "encara que la majoria de la seva ascendència és europea, els resultats donen molt de suport a l'existència d'ascendència ameríndia al seu pedigrí, probablement entre sis i deu generacions enrere". L'ús d'ADN per determinar orígens amerindis va ser criticada per la Nació Cherokee com a "inapropiat i equivocat". Durant una aparició pública a Sioux City (Iowa) el 2019, un assistent li va preguntar "per què fas fer un test d'ADN i vas donar més munició a Donald Trump per ser un assetjador?". Warren va contestar que "no sóc una persona de color, no sóc ciutadana de cap tribu. La ciutadania tribal és molt diferent de l'ascendència. Les tribus, i només elles, decideixen la ciutadania tribal i respecto aquesta diferència". Va posar-se en contacte amb el lideratge de la Nació Cherokee per demanar disculpes, i la directora executiva de la Nació Cherokee Julie Hubbard va dir que Warren entén "que ser ciutadà tribal de la nació cherokee està arrelat en segles de cultura i lleis, no en tests d'ADN".
A mitjan febrer de 2019 va rebre una ovació durant una visita sorpresa a una conferència ameríndia, on va ser presentada per la representat Deb Haaland (demòcrata, per l'estat de Nou Mèxic), una de les dues primeres dones ameríndies elegides al Congrés dels EUA. Haaland va dir que "el país amerindi necessita aliats forts com Elizabeth Warren, el compromís inigualable de la qual amb les comunitats natives i les dones i criatures ameríndies és necessari en aquesta era política".

### Reconeixements i premis

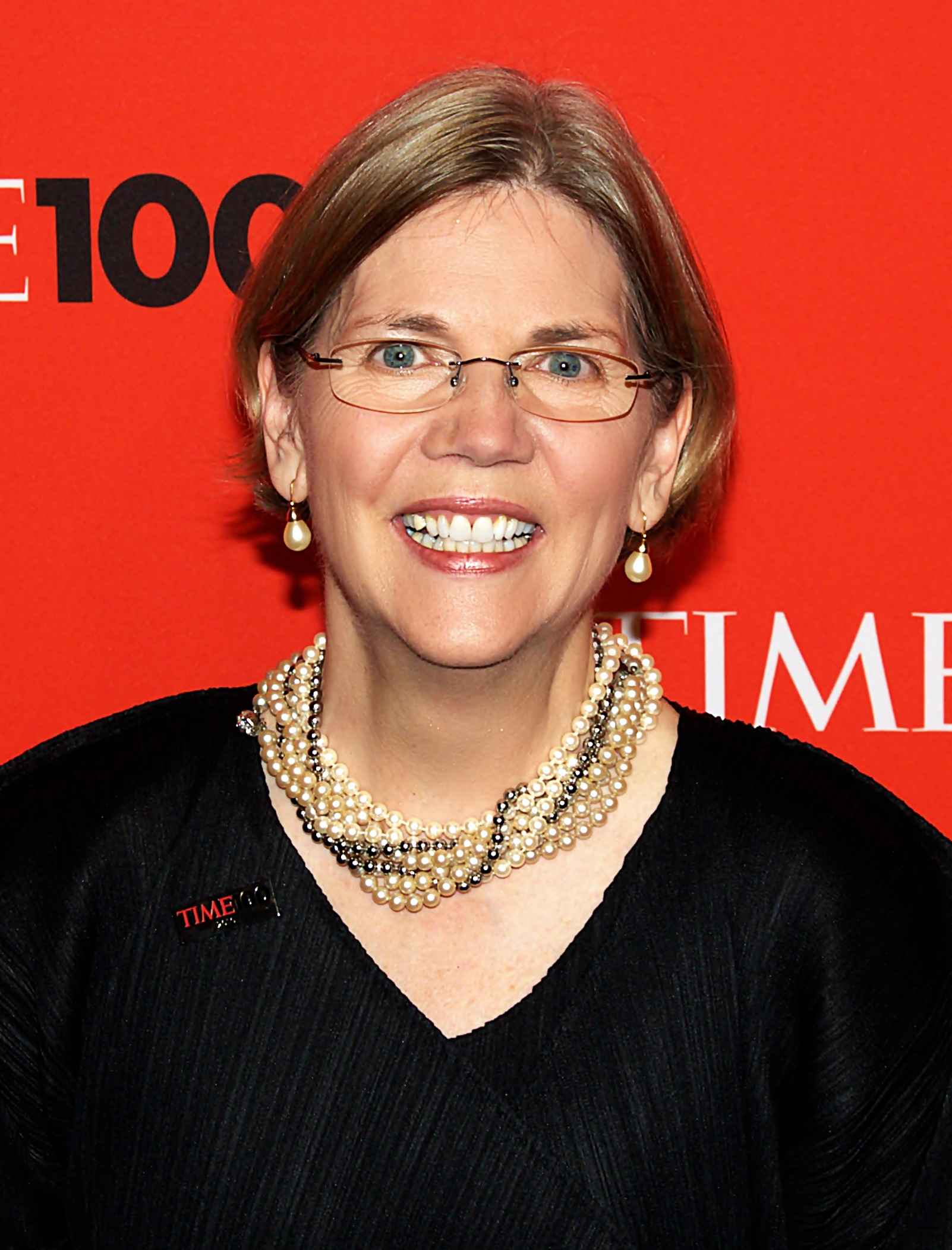
Warren a la Gala Time 100 de 2009

El 2009 The Boston Globe va anomenar-la bostoniana de l'any i la Women Bar Association of Massachusetts la va guardonar amb el guardó Lelia J. Robinson. La revista Time la va incloure a la llista de les 100 persones més influents del món el 2009, 2010 i 2015. The National Law Journal l'ha inclòs diversos anys a la llista de les cinquanta fiscals més influents d'Amèrica, i el 2010 la va incloure a la llista dels 40 fiscals més influents de la dècada. El 2011 Warren va ser inclosa a l'Oklahoma Hall of Fame. El gener de 2012 va ser inclosa a llista dels "millors vint progressistes dels EUA" de la revista britànica New Statesman.
El 2009 Warren va ser la primera professora de la història de Harvard a guanyar el guardó d'ensenyament Sacks–Freund dues vegades. El 2011 va pronunciar el discurs d'inici de curs de la Rutgers Law School a Newark, la seva antiga universitat, i va obtenir el grau honorari Doctor of Laws i va esdevenir membre de l'Orde de Coif.
El 2018 el lema del Mes de la Història de la Dones als Estats Units va ser "Nevertheless, she persisted: Honoring Women Who Fight All Forms of Discrimination against Women" (Tanmateix, persistí: honorant les dones que lluiten contra tots els tipus de discriminació contra les dones), en referència al comentari "Nevertheless, she persisted" de Mitch McConnell sobre Warren.

### Filmografia

#### Televisió
| Any  | Títol                          | Paper        | Notes |
| ---- | ------------------------------ | ------------ | --- |
| 2010 | Real Time with Bill Maher      | Ella mateixa | Episodi del 19 de febrer. Maher diu: "Abans del crash, tenia la majoria dels estalvis a Lehman Brothers". Espera una mica i diu: "No tinc cap pregunta, només vull que m'abracis" i posa el cap a la seva falda. |
| 2014 | Makers: Women Who Make America | Ella mateixa | Temporada 2, episodi 6 "Women in Politics" |

#### Pel·lícules
- Va aparèixer als documentals Maxed Out (2007) i Capitalism: A Love Story (2009) de Michael Moore.[157][158]

### En la cultura popular
- El 2017 Kate McKinnon va interpretar Warren a Saturday Night Line.[159]
- El 2019 Warren va escriure una entrada sobre Alexandria Ocasio-Cortez pel Time 100 d'aquell any.[160]
- La popularitat de Warren ha fet que es vengui molt marxandatge en nom seu, especialment els que incorporen el comentari "Nevertheless, she persisted" (Tanmateix, va persistir) de Mitch McConnell,[161] incloent-hi una figura d'acció de la senadora.[162]
- El músic Jonathan Mann ha escrit cançons sobre Warren, incloent "She Persisted".[163][164]

## Llibres i altres treballs
Warren i la seva filla Amelia Tyagi van escriure el llibre The Two-Income Trap: Why Middle-Class Mothers and Fathers Are Going Broke. Al llibre indiquen que un treballador a temps complet d'avui té uns ingressos menors ajustats per la inflació que un treballador a temps complet de feia 30 anys. Encara que les famílies gasten menys avui en dia en roba, electrodomèstics i altres formes de consum, els costos de les despeses bàsiques com ara la hipoteca, la sanitat, el transport i la guarderia s'han incrementat de manera dramàtica. El resultat és que fins i tot les famílies amb dos membres treballant no poden estalviar i es veuen cada vegada amb més deutes.
En un article al The New York Times, Jeff Madrick va dir del llibre:
| «               | (anglès) The authors find that it is not the free-spending young or the incapacitated elderly who are declaring bankruptcy so much as families with children ... their main thesis is undeniable. Typical families often cannot afford the high-quality education, health care, and neighborhoods required to be middle class today. More clearly than anyone else, I think, Ms. Warren and Ms. Tyagi have shown how little attention the nation and our government have paid to the way Americans really live. | (català) Els autors troben que no són els joves malgastadors o la gent gran incapacitada els que estan declarant-se en fallida, sinó les famílies amb criatures ... la seva tesi principal és innegable. Les famílies típiques sovint no es poden permetre una educació d'alta qualitat, sanitat i viure als barris on cal per ser de classe mitjana avui en dia. Més clarament que ningú, crec, la Sra. Warren i la Sra. Tyagi han demostrat quina poca atenció posa el nostre govern en la manera com els americans viuen realment. | » |
| — Jeff Madrick, | | |   |

El 2005 Warren i David Himmelstein van publicar un estudi sobre les fallides i les factures mèdiques que va detectar que la meitat de totes les famílies que feien fallida ho feien després d'un problema de salut greu. Deien que tres quartes parts d'aquestes famílies tenien assegurança mèdica. L'estudi va ser àmpliament citat en debats polítics, però alguns han qüestionat els mètodes utilitzats i han ofert interpretacions alternatives de les dades, suggerint que només un 17% de les fallides es poden atribuir directament a despeses mèdiques.
Metropolitan Books va publicar el llibre de Warren A Fighting Chance l'abril de 2014. Segons una ressenya del The Boston Globe "el títol del llibre es refereix a una època que ella diu que ja ha passat, quan fins i tot les famílies amb mitjans modests que treballaven intensament i seguien les normes tenien una oportunitat justa al somni americà". Henry Holt and Company va pagar-li 525.000$ pels drets del llibre.
L'abril de 2017 Warren va publicar el seu onzè llibre, This Fight Is Our Fight: The Battle to Save America's Middle Class, en el qual explora la situació difícil de la classe mitjana americana i argumenta que el govern federal necessita fer més per a ajudar les famílies treballadores amb programes socials més forts i un increment de la despesa en educació. Warren va rebre 300.000$ de pagament avançat de l'editorial del llibre.

### Publicacions
| Articles seleccionats (en anglès) - Warren, Elizabeth «Bankruptcy Policy». The University of Chicago Law Review, 54, 3, 1987, pàg. 775–814. JSTOR: 1599826. - Warren, Elizabeth «The Untenable Case for Repeal of Chapter 11». The Yale Law Journal, 102, 2, 1992, pàg. 437–479. JSTOR: 796843. - Warren, Elizabeth «Bankruptcy Policymaking in an Imperfect World». Michigan Law Review, 92, 2, 1993, pàg. 336–387. JSTOR: 1289668. - Warren, Elizabeth «Principled Approach to Consumer Bankruptcy». American Bankruptcy Law Journal, 71, 1997, pàg. 483. - Warren, Elizabeth «The Bankruptcy Crisis». Indiana Law Journal, 73, 4, tardor 1998, pàg. 1079. - Warren, Elizabeth; Westbrook, Jay Lawrence «Financial Characteristics of Businesses in Bankruptcy». SSRN Electronic Journal, 73, 1-2000, pàg. 499. DOI: 10.2139/ssrn.194750. - Himmelstein, David U.; Warren, Elizabeth; Thorne, Deborah; Woolhandler, Steffie «Illness and injury as contributors to bankruptcy». Health Affairs (Project Hope), Suppl Web Exclusives, 2005, pàg. W5–63–W5–73. DOI: 10.1377/hlthaff.w5.63. PMID: 15689369. - "The Vanishing Middle Class". A Ending Poverty in America: How to Restore the American Dream. The New Press, 2007. ISBN 978-1-59558-176-1. - Himmelstein, David U.; Warren, Elizabeth; Thorne, Deborah; Woolhandler, Steffie J. «Illness and Injury as Contributors to Bankruptcy». SSRN Electronic Journal, 2005. DOI: 10.2139/ssrn.664565. - Himmelstein, David U.; Thorne, Deborah; Warren, Elizabeth; Woolhandler, Steffie «Medical bankruptcy in the United States, 2007: Results of a national study». The American Journal of Medicine, 122, 8, 2009, pàg. 741–6. DOI: 10.1016/j.amjmed.2009.04.012. PMID: 19501347. | Llibres (en anglès) - As We Forgive Our Debtors: Bankruptcy and Consumer Credit in America. Oxford University Press, 1989. ISBN 978-0-19-505578-8. (amb Teresa A. Sullivan i Jay Westbrook) - The Fragile Middle Class: Americans in Debt. Yale University Press, 2001. ISBN 978-0-300-09171-7. (amb Teresa A. Sullivan and Jay Westbrook) - The Two-Income Trap: Why Middle-Class Parents are Going Broke. Basic Books, 2004. ISBN 978-0-465-09090-7. (amb Amelia Warren Tyagi) - All Your Worth: The Ultimate Lifetime Money Plan. Simon & Schuster, 2006. ISBN 978-0-7432-6988-9. (amb Amelia Warren Tyagi) - Casenote Legal Briefs: Commercial Law. Aspen Publishers, 2006. ISBN 978-0-7355-5827-4. (amb Lynn M. LoPucki, Daniel Keating, Ronald Mann, and Normal Goldenberg) - The Law of Debtors and Creditors: Text, Cases, and Problems. 6th. Aspen Publishers, 2008. ISBN 978-0-7355-7626-1. (amb Jay Westbrook) - Chapter 11: Reorganizing American Businesses (Essentials). Aspen Publishers, 2008. ISBN 978-0-7355-7654-4. - Secured Credit: A Systems Approach. Wolters Kluwer, 2008. ISBN 978-0-7355-7649-0. (amb Lynn M. LoPucki) - A Fighting Chance. Metropolitan Books, 2014. ISBN 978-1627790529. - This Fight Is Our Fight: The Battle to Save America's Middle Class. Metropolitan Books, 2017. ISBN 978-1250120618. |